# Túnel de base de San Gotardo

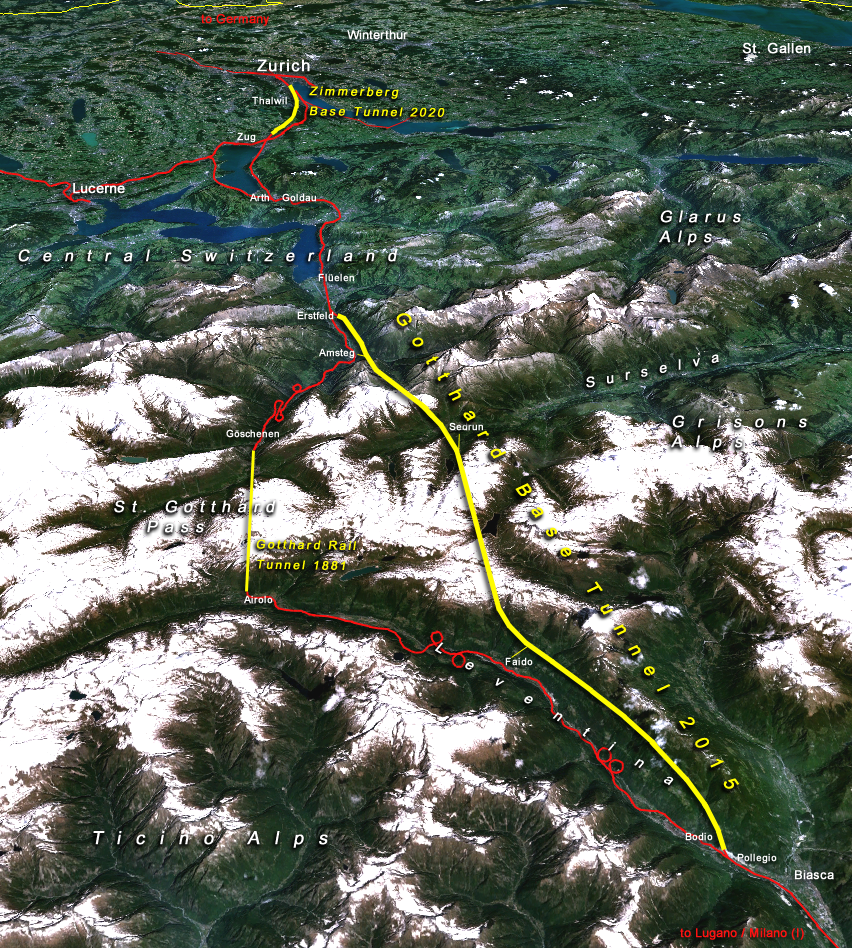
El nuevo Túnel de base San Gotardo junto con el Túnel de base Zimmerberg forman la parte norte del eje San Gotardo del proyecto Alptransit (amarillo: túneles principales - rojo: trazados ferroviarios anteriores - números: año de finalización).

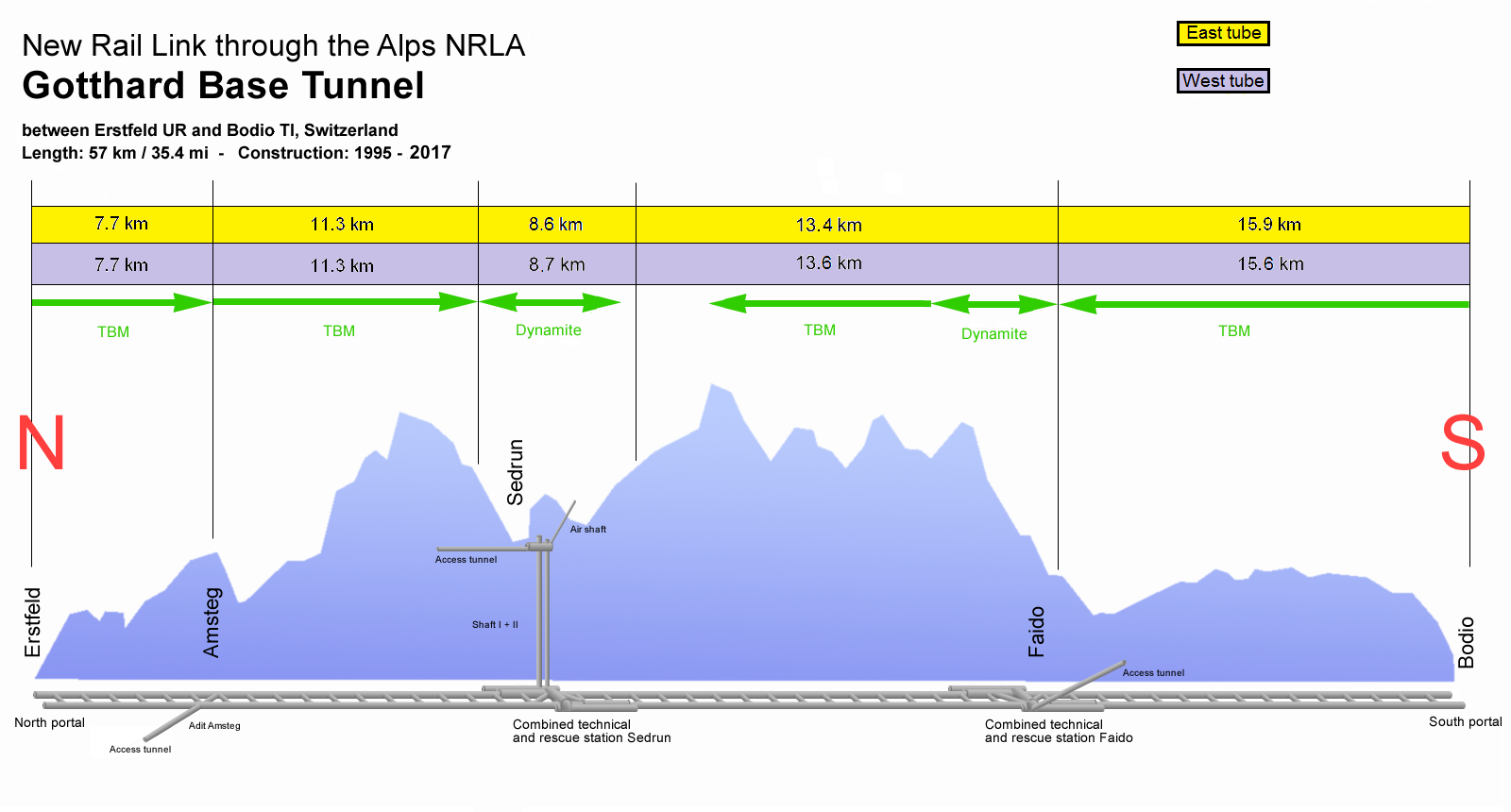
Esquema del túnel (en verde: excavación dirección).

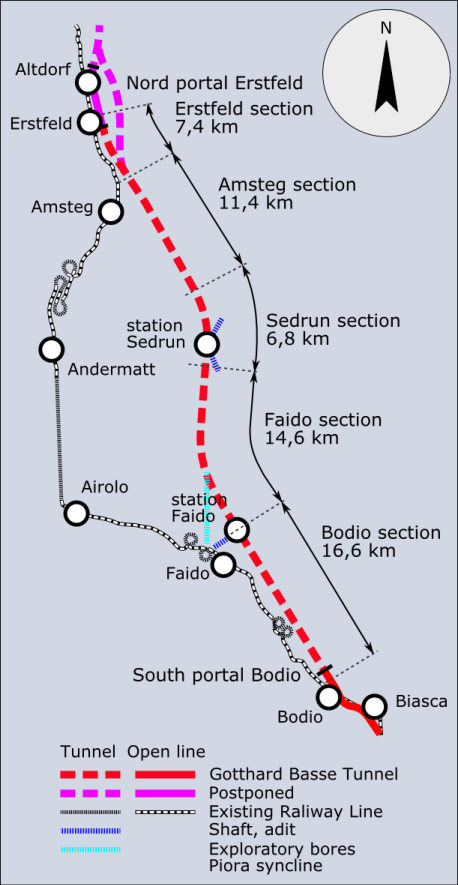
Ruta.

El túnel de base de San Gotardo es un túnel ferroviario bajo los Alpes en Suiza que atraviesa el macizo de San Gotardo en los Alpes Lepontinos. Con una longitud de 57,09 km y un total de 151,84 km de túneles y galerías, es el túnel ferroviario más largo y profundo del mundo. La perforación concluyó el 15 de octubre de 2010 y fue inaugurado oficialmente el 1 de junio de 2016.
La  obra, con un coste de 12 000 millones de francos suizos, consta de dos túneles separados por los que discurre una vía en cada uno. Es parte del proyecto suizo AlpTransit, también conocido en los diversos idiomas suizos como  NRLA  en alemán: Neue Eisenbahn-Alpentransversale /  NEAT, en francés: nouvelle ligne ferroviaire à travers les Alpes / NLFA , en italiano: Nuova ferrovia transalpina  (Nuevo enlace ferroviario a través de los Alpes), que asimismo incluye los túneles de Lötschberg y Monte Ceneri entre los cantones suizos de Berna y Valais.
Los túneles tienen la finalidad de facilitar el paso de los Alpes y establecer una ruta directa apta para trenes de alta velocidad. El tiempo anterior de viaje en carretera, que pasaba por el antiguo túnel situado 600 metros más arriba, era de casi cuatro horas entre Zúrich y Milán, que con el túnel de base se reduce a dos horas y media.
Las bocas del túnel están cerca de las localidades de Erstfeld (cantón de Uri) (norte) y Bodio (cantón del Tesino) (sur).

## Generalidades
La ruta a través del paso de San Gotardo es, desde hace muchos siglos, una de las más importantes para atravesar los Alpes en el eje norte-sur de Europa. El tránsito por esta ruta ha aumentado de manera exponencial desde 1980, y las carreteras y trazados ferroviarios han llegado a la saturación de tráfico.
A fin de solucionar estos problemas y de lograr un medio más rápido de cruzar los Alpes, los votantes suizos decidieron construir este túnel a través del Macizo de San Gotardo a una cota 600 m más baja que la del túnel ferroviario anterior.
Por el trazado ferroviario anterior los trenes de mercancías tenían limitado el peso a un máximo a 2.000 t, usando dos o tres locomotoras. Con el nuevo túnel, los trenes de mercancías de hasta 4.000 t pueden atravesar los Alpes sin locomotoras adicionales y los trenes de pasajeros pueden circular hasta a 250 km/h reduciendo sensiblemente los tiempos de viaje de los recorridos transalpinos.

## Construcción
La empresa encargada de la construcción fue AlpTransit Gotthard, bajo la dirección del ingeniero Leonardo Rondi, que para reducir a la mitad el tiempo previsto comenzó las obras desde cuatro puntos diferentes (finalmente fueron cinco) al mismo tiempo, ubicados en Erstfeld, Amsteg, Sedrun, Faido y Bodio.
Se ha construido un sistema de túneles con dos tubos principales de vía única, conectados cada 325 m aproximadamente por túneles de servicio. Los trenes pueden cambiar de túnel en alguna de las dos "estaciones multifuncionales" bajo Sedrun y Faido, que albergan equipos de ventilación e infraestructura técnica y sirven como paradas de emergencia y rutas de evacuación para casos de emergencia.
En el proceso de excavación, murieron nueve trabajadores.
En 2006, se pensó utilizar el pozo vertical de Sedrun (cantón de los Grisones) como acceso a una estación subterránea, en medio del túnel, a 800 m de profundidad, con un ascensor permitiendo un acceso rápido a esa región del cantón, pero el proyecto, que había sido bautizado como Porta Alpina fue abandonado en 2007 por los problemas técnicos y financieros y la falta de apoyo de la Confederación. Sin embargo se han perforado las galerías cercanas a la estación multifuncional de Sedrum previendo su uso en el futuro.

## Datos relevantes
- Longitud: 57.104 m (túnel este) y 57.017 m (túnel oeste)[1]
- Longitud total de túneles y galerías: 151,84 km
- Diámetro de cada uno de los tubos de vía única: 8,83-9,58 m
- Distancia entre túneles transversales de paso: ca. 325 m
- Máxima profundidad: 2 450 m (en Piz Vatgira)
- Inicio de la construcción: 1993 (sondeos), 1996 (preparación) y 2003 (excavación)
- Finalización de la obra (previsión a 2007): 2010 (excavación) y 2016 (inauguración)
- Costo total: US$ 10.300 millones[7] (proyectado). Costo real de más de US$ 12 mil millones.[4]
- Trenes diarios (proyecto): 180–260 trenes de carga, 50 (65 hacia 2020) trenes de pasajeros[8]
- velocidad máxima: 100 km/h los de carga, 250 km/h los de viajeros.
- Volumen de roca excavada: 24 millones de t (13,3 millones de m³)
- Número de máquinas tuneladoras (TBM): 4

## Progreso de la obra
| Año  | Mes           | Total completado | % del total de 151,82 km |
| ---- | ------------- | ---------------- | ------------------------ |
| 2004 | Julio         | 52,34 km         | 34,1%                    |
| 2005 | Junio         | 74,59 km         | 48,6%                    |
| 2006 | Junio         | 94,10 km         | 61,3%                    |
| 2006 | Diciembre     | 102,07 km        | 66,6%                    |
| 2007 | Junio         | 103,67 km        | 67,6%                    |
| 2007 | Octubre       | 105,01 km        | 68,6%                    |
| 2008 | Enero         | 106,80 km        | 69,6%                    |
| 2008 | Marzo         | 108,00 km        | 70,4%                    |
| 2008 | Mayo          | 109,90 km        | 71,7%                    |
| 2009 | Febrero       | 125,40 km        | 81,8%                    |
| 2009 | Septiembre    | 137,30 km        | 90,4%                    |
| 2010 | Marzo         | 143,80 km        | 94,7%                    |
| 2010 | 15 de octubre | 149.10 km        | 98,7%                    |
| 2011 | Marzo         | 151.26 km        | 99,6%                    |
| 2011 | Abril         | 151,70 km        | 99,91%                   |
| 2011 | Mayo          | 151,75 km        | 99,94%                   |
| 2011 | Junio         | 151,82 km        | 99,99%                   |
| 2011 | Julio         | 151.82 km        | 100%                     |

## Especificaciones
- Longitud: [1]
  - Túnel occidental: 57,017 km (35,429 mi)
  - Túnel del Este: 57,104 km (35,483 mi)
- Longitud total de todos los túneles y pozos: 151,84 km (94,35 mi)
- Diámetro de cada uno de los tubos de vía única: 8,83–9,58 m (29,0–31,4 pies)
- Distancia entre túneles transversales de paso: ca. 325 m (1066,3 pies; 355,4 yd)
- Máxima profundidad: 2450 m (8038,1 pies; 2679,4 yd) (en Piz Vatgira)
- Inicio de la construcción: 1993 (taladros de sondeo), 1996 (preparaciones), 2003 (excavación mecánica).
- Fin de la construcción: 2016.
- Puesta en marcha: mayo de 2016.
- Costo total: CHF 9 740 000 000[10] (US $ 10,1 mil millones hasta 2010).
- Los trenes por día: 220-260[11]
- Sistema de electrificación: 15 kV, 16,7 Hz.
- Normas de seguridad: Los requisitos de seguridad del material rodante serán similares a otros túneles suizos largos, como posibilidad de anular el freno de emergencia. Esto contrasta con el túnel de la Mancha que tiene una normativa de seguridad que requiere los trenes hechos a la medida.
- Masa de la roca excavada: 28 200 000 Tm, (31,100,000 toneladas cortas; 27,800,000 toneladas largas)[12] 13.300.000, el equivalente a 5 pirámides de Guiza).
- Número de tuneladoras (TBM): Cuatro tuneladoras Herrenknecht de agarre - números de la máquina S-210 y S-211 operado en dirección norte desde Bodio a Faido y Sedrun y fueron apodados ' 'Sissi' 'y' 'Heidi' ', respectivamente; Máquinas S-229 y S-230 operados en dirección sur desde Erstfeld a Sedrun y eran conocidos como  Gabi I  y  Gabi II .
  - Longitud total: 440 m (1443,6 pies; 481,2 yd) (incluidos los equipos de reserva).
  - Peso total: 3.000 toneladas.
  - Potencia: 5 MW.
  - Max. excavación diaria: 25–30 m (82–98 pies)(en excelentes condiciones de la roca).
  - Longitud total de excavación mediante tuneladora: sobre 45 km (28,0 mi; 28,0 mi) (por cada tubo).
  - Fabricante: Herrenknecht, Schwanau, Alemania.